# Antonio María De Reyna Manescau
Antonio María De Reyna Manescau (Coin, 5 dicembre 1859 – Roma, 3 febbraio 1937) è stato un pittore spagnolo, tra i maggiori dell'Ottocento spagnolo e tra i più originali del suo tempo in Italia.

## Biografia
Il padre Reyna Francisco Zayas (1825 - 1892) e la madre Matilde Manescau Otsman (1823 – 1910), ebbero dieci figli fra cui Antonio Maria. Entrambi i genitori godevano di una buona posizione sociale, il fratello Ricardo Reyna e lo zio José Reyna Zayas, furono entrambi sindaci della città di Coin che si trova a Malaga nella regione Andalusa della Spagna.
Fin da giovane ha dimostrato predisposizione e grande passione per il disegno, grazie a questo spiccato talento, venne iscritto ai corsi di pittura presso la Scuola di Belle Arti di Malaga, dove iniziò la sua formazione artistica.
Diventato una celebrità nella sua città natale, il Consiglio della Contea gli fece ottenere una rendita in denaro perché potesse ampliare i suoi studi e le sue conoscenze. Queste entrate gli permisero di trasferirsi in Italia, dove poté dedicarsi allo studio degli antichi maestri, e conoscere tutti i fermenti, che in Italia e Francia, si andavano sviluppando.

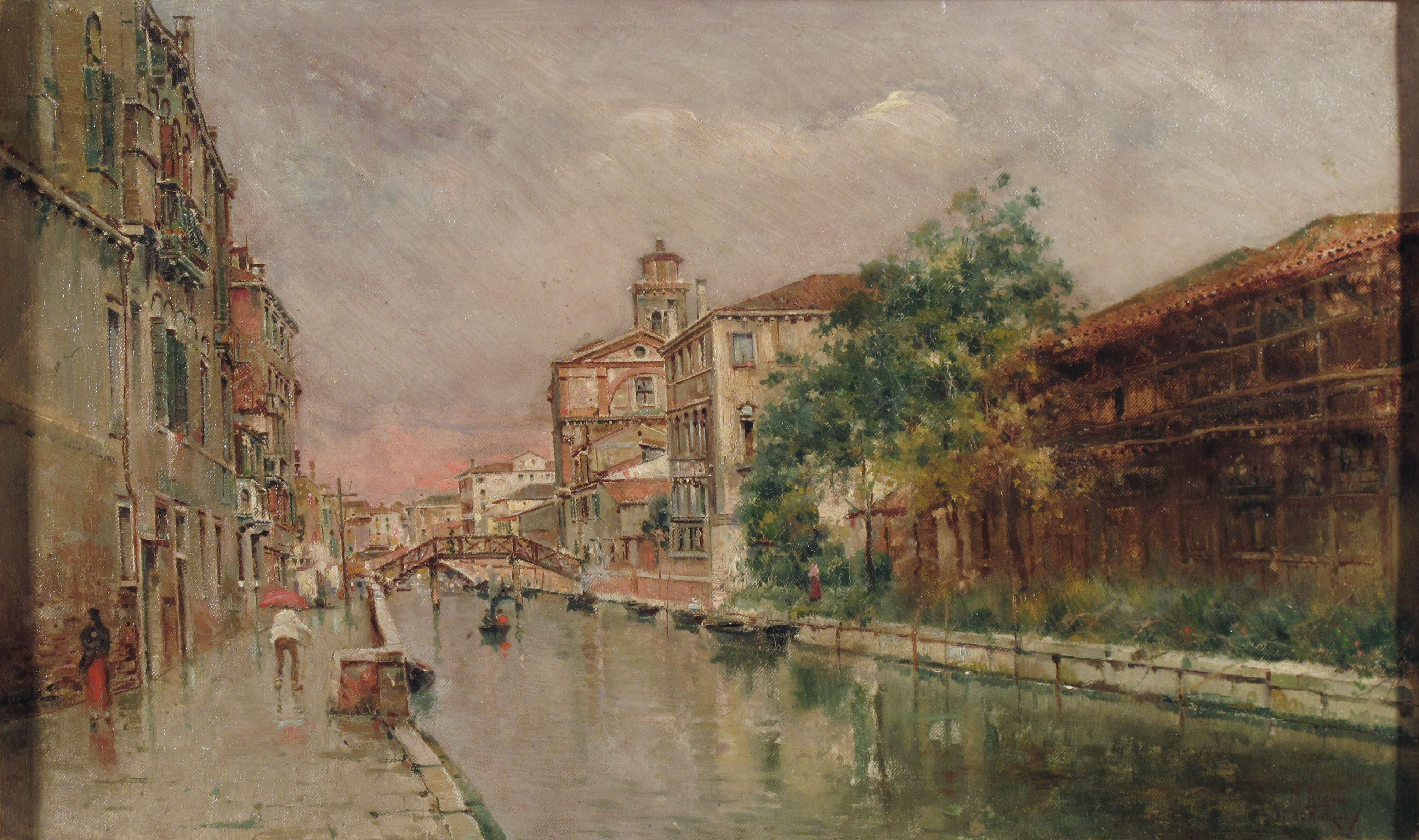
Antonio Maria Reyna Manescau
Canale veneziano sotto la pioggia

Scelse la città di Roma, dove ebbe frequentazioni con i più importanti artisti del momento, e dove sposò la cantante lirica Beatrice Mililotti De Santis, molto nota nella capitale. Anche grazie alle conoscenze della moglie, ebbe importanti committenze fra le famiglie più importanti della città; la sua pittura, giudicata dai critici “eccelsa” trovando estimatori anche nel resto d'Italia, gli permisero di poter godere già in vita, di un discreto successo.
L'artista è considerato uno tra i più significativi autori del vedutismo veneziano tra Otto e Novecento. Dipinse con particolare attenzione i palazzi e le architetture veneziane, per questo motivo veniva indicato come Il pittore di Venezia; usando una tecnica del tutto personale, che conferiva alle opere, una luce vibrante e intensa attraverso una tavolozza assai ricca cromaticamente. Ha esposto alla Nazionale delle Belle Arti a Parigi nel 1887 e ha partecipato inoltre nel 1901 e nel 1911 alla Grande Esposizione di Roma. Nel 1901 presentò in questa Esposizione l'opera dal titolo in spagnolo/Andaluso: Rancho in cui si rappresenta magistralmente una proprietà conosciuta come Cortijo Ricardo, questo dipinto è attualmente conservato nel Museo di Coin.
Antonio Reyna, insieme a Rafael Senet Perez ha continuato la tradizione iniziata da Ortega Y Martin Rico, pittori della luce e del colore che hanno fissato sulla tela le loro impressioni attraverso immagini pittoriche animate dai canali, gondole, palazzi e piazze veneziane.